# Nicteri de Dobson
El nicteri de Dobson (Nycteris macrotis) és una espècie de ratpenat de la família dels nictèrids que es troba al Senegal, Etiòpia, Moçambic, Zimbàbue, Malawi i Zanzíbar.

## Subespècies
- N. m. aethiopica
- N. m. luteola
- N. m. macrotis
- N. m. oriana[3]